# Myiophobus cryptoxanthus
Caça-moscas-de-peito-oliváceo ou filipe-de-peito-oliva (Myiophobus cryptoxanthus) é uma espécie de ave da família Tyrannidae.
Pode ser encontrada nos seguintes países: Equador e Peru.
Os seus habitats naturais são: regiões subtropicais ou tropicais húmidas de alta altitude.